# 影宅
《SHADOWS HOUSE-影宅-》是由（中文或譯為「走馬燈」，二人組合，包括負責原作、設計的，和負責作畫的）所創作的日本漫畫，開始連載於《週刊Young Jump》2018年第40號。改編電視動畫第一季由2021年4月至7月播映，第二季於2022年7月至9月播映。截止2024年6月，单行本累计销量300万本。

## 故事
在一個遙遠的地方，居住著一群假裝自己是貴族的人，因為他們沒有臉，必須仰賴被稱為臉的「活人偶」來互相交流，故事描述被稱為艾蜜莉可的臉與她的主人凱特在影宅中的奇妙生活，隨著她們的成長，影宅的神秘與黑暗也逐漸展現出來。

## 登場人物

#### 主要人物
以下角色為同期。
凱特（聲：鬼頭明里（日本）；楊詩穎（台灣））
影家人，艾蜜莉可的主人。所屬：瑪莉蘿絲班成員→凱特班班長→戴星组。同期者：露薏絲、喬恩、帕利克、夏麗。
穿著紅色洋裝並戴著紅玫瑰髮夾。個性聰明理性，會為了將要發生的事情進行細密的規劃，缺點則是缺乏自信或是會一時衝動而失去冷靜，無法應付計畫之外的事物。
影宅之中少數會把自己的活人偶當成另一個個體而不是自己一部分的影家人。知道影宅的真相，認定影宅的做法是錯的，決心反抗偉大的爺爺。找出亡靈騷動的犯人後得到戴星組的信任並晉升為班長。興趣是在自己的房間內讀書與製作黑灰娃娃。黑灰量多，黑灰能力為操縱自身產生的黑灰來進行精密動作，例如變出鑰匙開鎖，或是做為子彈攻擊遠方的物體。
全名是「凱特·鏡」，原先為黑髮，且在擬態成艾蜜莉可前就有人型形態，自稱是為了奪回鏡宅而行動。是影宅前身鏡宅主人阿爾弗雷德和凱瑟琳的女兒，她尚在懷孕的母親被妖精合二為一，因此母親懷孕50年後才生下她，並且母親在生下她後便去世，之後是由母親的侍女假裝成她的祖母扶養她長大。她在12歲生日前都像是正常的人類，但後來全身被黑灰覆蓋自認無法再和祖母生活，為了找出自己的真相而自行出發前往影宅。在活动于影宅领地的村庄时与人类时期的艾蜜莉可相识，并將華麗洋裝交給參加選拔會的艾蜜莉可，艾蜜莉可則是將縫製的娃娃交換給凱特。之后成功阻止了吉尔博特推翻现任戴星组后，因已失去儿童们对现任戴星组的信任因此戴星组宣布解散，由儿童楼的大家透过投票方式选出大家最信任的戴星组，最终由凯特胜出成为了戴星者。 現年紀為13歲。在安東尼洗腦包含艾蜜莉可在內的兒童曾一度崩潰，但得到道格拉斯、露和糖糖等人的協助以及傑瑞米的宣示忠誠，下定決心用鏡家繼承人身分奪回宅邸。
艾蜜莉可（聲：篠原侑（日本）；林沛笭（台灣））
活人偶，凱特的女僕。所屬：蘿絲瑪莉班成員→艾蜜莉可班班長→戴星组。同期者：露、尚恩、利奇、拉姆。
有著金色的頭髮並綁著雙馬尾，與其他女性活人偶一樣穿著女僕的服裝。個性開朗、充滿自信且活力充沛，在危險時候常會突發奇想想出他人也想不出的方法來解決問題，缺點則是做事少一根筋常會做出其他人無法理解的舉動，因此被其他人稱為傻妹（花田）。社交能力很強，能讓周圍的人喜歡她並團結一致。
喜愛主人凱特並努力幫助著她，已被凱特告知影宅的真相，主僕決定一起推翻影宅。興趣是縫紉、觀鳥與吃麵包。擁有其他活人偶所沒有的旺盛體力與反應能力，因此被研究班的人稱為超級活人偶。
人類時期是沒有名字的孤兒，並非是影宅領地的村莊出身。曾是大城市的「沼雲雀」，靠撿破爛維生並露宿街頭，之後加入馬戲團，並在糖糖的指導下學會雜耍和唇語術。年紀不詳，大約為11歲。在表演那一天的早上與凱特相識，後因想到相識的事而導致表演失誤。被馬戲團開除後，在尚恩一行人的遊說下將自己混入選拔會，並在選拔名單中留下「凱特」這個名字。活人偶时期的名字来源于凯特的養祖母「艾蜜莉」。
雖然被尚恩和帕利克喜歡，但自己本人完全沒有察覺。之后成功阻止了吉尔博特推翻现任戴星组后，因已失去儿童们对现任戴星组的信任因此戴星组宣布解散，由儿童楼的大家透过投票方式选出大家最信任的戴星组，最终由凯特胜出成为了戴星者，艾蜜莉可也成为了儿童楼影人偶的领导者。
喬恩（聲：酒井廣大）
影家人，尚恩的主人。所屬：第九班威廉班成員。同期者：凱特、露薏絲、帕利克、夏麗。
和帕利克同一班，但彼此水火不容。穿著藍色西裝。自稱武鬥派，個性自由奔放且誠實，缺點是不擅長思考如果緊張會說大話。討厭吃胡蘿蔔。雖然不擅長動腦筋，但直覺很準確。對凱特一見鍾情並直接在凱特的面前求婚，並被凱特視為沒有常識的笨蛋，但實際上早在影精時期他就已經喜歡上凱特。
黑灰量多，黑灰能力是將大量黑灰發射出去並摧毀路徑上的一切，但是射程僅為兩公尺。已被凱特告知影宅的真相，是最常協助凱特的行動的影家人。
在無能力者狩獵事件中和吉爾博特展開決鬥，中途居於弱勢，但在尚恩以「如果輸掉決鬥，凱特就會和別人訂婚」的謊言而逆轉勝，在經歷伊芙琳的治療後靜養。身體在安東尼接管兒童樓的一個月後恢復。
尚恩（聲：酒井廣大）
活人偶，喬恩的僕人。所屬：第九班比利班成員。同期者：艾蜜莉可、露、利奇、拉姆。
有著黑色的頭髮。性格溫和，和乔恩相反，擅长冷静观察来解决问题，且有正義感，缺點則是有時會固執己見。和利奇同班又同期，但彼此水火不容。視力不好，需要戴眼鏡才能看清近物，有著淵博的知識，聽力與嗅覺都很好，力氣也很大，做事很得要領，但也有大而化之的一面。已被凱特告知影宅的真相並解除洗腦，經常和主人一起協助凱特。喜歡艾蜜莉可，但在艾蜜莉可向他坦白身世後給他晚安吻後才查覺到他對艾蜜莉可的心意。具有高超的演技，在喬恩和吉爾博特的決鬥中助喬恩發揮實力打倒吉爾博特。
人類時期的名字是喬恩，影宅的領地「鏡湖村」出身，和利奇、露、拉姆是同學。當時戴眼鏡，但進入影宅前為了給選拔官留下好印象而不戴眼鏡。因為需要照顧年幼弟妹(實際是堂弟妹)的原因直到快要超過加入影宅的最高許可年齡（13歲）時才加入。實際上是蘇西的親生弟弟，父母離婚後和父親搬到鏡湖村與祖父母、伯父嬸嬸和堂弟妹生活，為了等待蘇西來見他而一直延後進入影宅的時間。已和解除洗腦的蘇西相認，姐弟約好離開影宅拜訪各自生活的家。
在安東尼接管兒童樓時一度被洗腦，但被查覺不對勁的喬恩痛打後解除洗腦。
露薏絲（聲：佐倉綾音）
影家人，露的主人。所屬：瑪莉蘿絲班成員→凱特班成員→第十班班傑明班成員。同期者：凱特、喬恩、帕利克、夏麗。
穿著黃色連衣裙並戴著非洲菊髮夾。性格開放對人毫無保留，缺點則是極度自戀很少在乎露的想法，凱特分析認為雖然她做事沒有惡意但無法意識到自己正在傷害他人。在斑傑明提點後開始會注重露的意志，自從和斑傑明來往後開始著迷於健身，力氣也變得相當大。社交手腕靈活，在得知影宅真相後常用此能力協助凱特的計畫。
興趣是打扮露的臉龐。黑灰量普通，黑灰能力是使用黑灰來操控活人偶的想法，但是因為能力尚弱，所以僅能控制露一人，在無能力者狩獵事件中曾用能力操控班的表情以讓班傑明更容易親近人。
在愛德華打倒托馬斯後被受邀，並帶至大人樓。在合二為一的過程被克里斯托福教的路易斯慫恿加上認知到露和她並非同一個體而形成不完全的合二為一，但在帕利克的黑灰能力發揮作用後和露分離並得救。一度認為自己身為模仿露的存在而沒有自我，但被解除洗腦的班傑明說服並認知到她是有自我意識的存在。經歷不完全的合二為一後她的體格變得十分巨大，並且將洋裝的肩膀部分改為鏤空、洋裝長度長至腳踝，她對成為和露完全不相似的存在後相當自豪並完全復活。
露（聲：佐倉綾音）
活人偶，露薏絲的女僕。所屬：蘿絲瑪莉班成員→艾蜜莉可班成員→第十班班班成員。同期者：艾蜜莉可、尚恩、利奇、拉姆。
有著粉紅色的鮑伯頭。個性沉默少言、善解人意和觀察力強，缺點是幾乎無法做出自己的選擇，因而被視為艾蜜莉可隊上活人偶的榜樣。在正式露面和利奇一起行動後開始對利奇有好感。解除洗腦後，逐漸會展露笑容。
人類時期的名字是露薏絲，影宅的領地「鏡湖村」出身，和尚恩、利奇、拉姆是同学，且在当时就对利奇有好感。年齡為12歲。小時候非常內向、不擅表達而會被別人霸凌，因此想要擁有不輸給任何人的強大，所以在進入影宅前變得相當開朗外向、積極並喜歡照顧人。家中四姐妹的老么，大姐在她小時候結婚離家，二姐三姐病故，因此像獨生女長大的她把露薏絲當作親姐姐看待。
在愛德華打倒托馬斯後被受邀，隨同主人露薏絲被帶至大人樓，她與露薏絲形成不完全的合二為一後被帕利克的黑灰能力所拯救。在和露薏絲脫離合二為一時在身上留下傷痕，但認為傷痕是生存的證明而以傷痕為傲。目前已接受利奇的求婚。
帕利克（聲：川島零士）
影家人，利奇的主人。所屬：威廉班成員→戴星组→辭職→第一班帕利克班班長。同期者：凱特、露薏絲、喬恩、夏麗。
穿著綠色西裝。個性纖細又傲嬌，表面上擁有非常高的自尊心且不在乎他人，並試圖扮演一個符合規矩的影家人，但實際上很有正義感，一切都是有感自己軟弱的武裝。做事經常沒有自信而常常依賴利奇。在正式露面時喜歡上身為活人偶的艾蜜莉可，並因此萌生對花朵的興趣，目前在溫室有自己種花的空間。說話有時會結巴。
將同期推翻影宅的聚會稱為「薔薇會」。在無能力者狩獵事件被襲擊後和利奇相互坦白心聲，兩人確定彼此並非主僕而是靈魂知己的關係。
黑灰量少，且尚未覺醒黑灰能力，並對於自己沒有黑灰能力感到相當自卑，但在無能力者狩獵事件後時不時會冒出心型黑灰。據莉迪亞的判斷帕利克極可能是覺醒「黑灰能力無效化」的特殊系黑灰能力。
在露薏絲受邀後，被凱特臨時任命為戴星者，並在瑪格麗特所引發的騷動中為了拯救瑪格麗特決定割捨對艾蜜莉可的感情並向瑪格麗特求婚，但燈枯油盡的瑪格麗特依舊死在他的懷裡。之後為了拯救露薏絲和露主動辭去戴星者，並在成功拯救露薏絲和露後被任命為第一班班長。
利奇（聲：川島零士）
活人偶，帕利克的僕人。所屬：比利班→戴星组→辭職→第一班利奇班班長。同期者：艾蜜莉可、尚恩、露、拉姆。
留有金髮油頭。總是充滿自信且強勢，喜欢在别人前面展现自己，散發出貴族少爺的氣質，會幫助並指示帕利克做出行動，但強勢的個性是有感自己脆弱的武裝。十分重視自己的主人，曾建議帕利克追求露薏絲以提升地位。和尚恩同一班，但彼此水火不容。一開始極力討好戴星組而被帶星人偶形容為有前途的新人，但實際上重情重義。在正式露面和露一起行動後開始對露有好感。
在無能力者狩獵事件被襲擊後和帕利克相互坦白心聲，兩人確定彼此並非主僕而是靈魂知己的關係。
人類時期的名字是帕利克，影宅的領地「鏡湖村」出身，和尚恩、露、拉姆是同學，且在當時就對露有好感。年齡為12歲。當時瀏海是放下的，進入影宅前為了給選拔官好印象而把瀏海往上梳。有一個姐姐。小時候曾幫助過被霸凌的露，但常因為優秀的尚恩和長大後變得開朗的露而自卑，他覺得他配不上露。
在露薏絲受邀後，被凱特臨時任命為戴星者，但在瑪格麗特死亡後為了拯救露薏絲主動請辭。在露薏絲和露進行合二為一時，透過夏麗和奧斯卡的黑灰能力和露聯絡，進而使露解除洗腦。成功拯救露薏絲和露後因為帕利克被任命為第一班班長，他作為帕利克的活人偶也被任命為班長。
在安東尼接管兒童樓時一度被洗腦，但被傑瑞米服用解除洗腦藥「急」後解除洗腦。已向露告白並成功求婚。
夏麗（聲：下地紫野）
影家人，拉姆的主人。所屬：伊莎貝拉&米莎貝拉班成員→妖精。同期者：凱特、露薏絲、喬恩、帕利克。
穿著紫色連身裙。無法產生人格，個性上幾乎無法對外界做出有意義的反應，事實上也與自己的活人偶拉姆沒有任何交流。同期中唯一在正式露面失敗的一組而消散，但實際上回歸妖精最初的模樣，並且得到人格和覺醒黑灰能力，雖然無法說話但個性相當活潑。現在只能在拉姆的食指上進行心靈交流。已和凱特一行人聯絡並告知現狀，並和拉姆一起為凱特蒐集情報，由夏麗蒐集情報，並由拉姆用紙筆寫下訊息，趁著拉姆巡邏時由夏麗將情報交給凱特。 黑灰量少，黑灰能力為變身。
拉姆（聲：下地紫野）
活人偶，夏麗的女僕。所屬：貝拉班成員→無面人偶。同期者：艾蜜莉可、尚恩、利奇、露。
有著黑色短髮，皮膚較黃的少女。個性害羞，做事有著細心的一面，記憶力和計算能力超群，缺點是極度悲觀以至於事事都做不好。因自己幾乎無法與主人交流，也並未從主人那裡得到名字，而是自行取名為「拉姆」，同時經常和食指上的蝴蝶結「拉米」自說自話。同期中唯一在正式露面失敗的一組而淪為無面人偶，但因夏麗的協助得以擺脫洗腦。
目前已和凱特一行人聯絡並告知現狀，並和夏麗一起為凱特蒐集情報，由夏麗蒐集情報，拉姆用紙筆寫下訊息，趁著拉姆巡邏時由夏麗將情報交給凱特。在瑪格麗特所引發的騷動時協助研究組以拯救眾人，其高超的觀察力和記憶力被奧利佛和奧利稱為「超級無面人偶」。
人類時期的名字是夏麗，影宅的領地「鏡湖村」出身，和尚恩、利奇、露是同學。實際年紀為11歲。小時候體弱多病且完全不會和外人說話，她到鄰村伊芙家就醫而認識伊芙，並因為溫柔親切的伊芙敞開心扉。但若是沒把母親的玩偶「拉米」帶在身邊還是無法正常溝通，因此進入影宅前艾蜜莉可教她在食指上綁蝴蝶結並取名為「拉米」使她能夠正常溝通。

#### 兒童樓的住戶

##### 戴星組
兒童樓的管理人和掌權者，同時負責召開喜樂會和管理特殊咖啡。所屬的活人偶能享用比一般活人偶更豪華的餐點，並且不用進行大掃除，在芭芭拉進行改革後廢除其榮譽，所有的活人偶不分階級都要進行大掃除。
| 時期                        | 身份   | 領導者     | 成員   | 成員   | 成員     |
| --------------------------- | ------ | ---------- | ------ | ------ | -------- |
| 克里斯托弗／安東尼 領導時期 | 影家人 | 克里斯托弗 | 愛德華 | 艾琳   | 傑勒德   |
| 克里斯托弗／安東尼 領導時期 | 活人偶 | 安東尼     | 愛德   | 艾莉   | 傑       |
| 芭芭拉／芭比 領導時期       | 影家人 | 芭芭拉     | 斑傑明 | 蘇珊娜 | 奧利佛   |
| 芭芭拉／芭比 領導時期       | 活人偶 | 芭比       | 斑     | 蘇西   | 奧利     |
| 凱特／艾蜜莉可 領導時期     | 影家人 | 凱特       | 伊芙琳 | 奧利佛 | 道格拉斯 |
| 凱特／艾蜜莉可 領導時期     | 活人偶 | 艾蜜莉可   | 伊芙   | 奧利   | 道格     |

芭芭拉（聲：釘宮理惠）
影家人。芭比的主人。所屬：戴星組→辭職→第十班班班傑明成員。同期者：瑪莉蘿絲。
身材嬌小的女性，兒童樓的領導者，兒童樓中最年長者。誓言無論如何都要守護戴星組的夥伴。個性溫順且理智，工作是調和兒童之間的關係。常因為事情處理不佳而崩潰，進而使得自身的黑灰爆走。
相當祟拜克里斯托福，其實喜歡克里斯托福，但認為瑪莉蘿絲才和克里斯托福相配而逃避的將感情認定為崇拜。在克里斯托福被邀請並被瑪莉蘿絲疏遠後，不小心用黑灰弄傷芭比的臉並被托馬斯告知影家人真相，是少數在成人前就知道影家人真相的影家人。在不知道克里斯托福已死的情況下，拼命為了和克里斯托福重逢而付出一切，打算擁有克里斯托福的實力後再配戴戴星組勳章。
黑灰量非常高，在兒童之中是最多的，相當於整個影宅一天所需的六成，因而被視為影宅的寶貴資產之一。但她沒有黑灰能力，也因此在托馬斯在兒童樓公布黑灰能力後開始失勢。自從被瑪莉蘿絲疏遠後無法再相信他人，但在和凱特、艾蜜莉可會面時得知芭比和自己一樣痛苦後決定讓自己再相信別人，並決定成為兒童真正的領袖。
決心徹底改革兒童樓並解散戴星者，讓兒童能選出自己的領袖。但從愛德華口中得知克里斯托福早已死亡的事後，精神崩潰而性命垂危，但她在見到用凱特黑灰偽裝成克里斯托福的安東尼後身體日漸恢復。
芭比（聲：釘宮理惠）
活人偶。芭芭拉的女僕。所屬：戴星組→辭職→第十班班成員。同期者：蘿絲瑪莉。
兒童樓影人偶的領導者。綠色長髮、身材嬌小的女性，個性暴力，但處理重要事情時卻有著細心的一面。因亡靈騷動而命令艾蜜莉可等人在夜間巡邏。過去曾跟艾蜜莉可一樣天真爛漫且活力充沛，但在克里斯托福成人後被難過的芭芭拉誤傷及臉部後會用瀏海遮住傷口，並在芭芭拉的拜託下代替主人表現出強勢的態度。是少數被允許了解影宅事實的活人偶，並接受了無論如何都不能讓影宅秘密曝光的使命。
自從被蘿絲瑪莉疏離後無法再相信他人，在和凱特、艾蜜莉可會面時，她意外的和芭芭拉訴說彼此一直以來的痛苦，主僕倆終於能夠心意相通。在芭芭拉得知克里斯托福已死後，被她的黑灰傷至重傷，正在接受治療。治療後左眼戴著眼罩。
蘇珊娜（聲：豐口惠）
影家人。蘇西的主人。所屬：戴星組兼救護班班長→第二班蘇珊娜班班長。同期者：吉爾博特。
戴星組成員兼任救護組組長。並負責教育影家人如何使用黑灰和保管特殊咖啡。個性活潑，只要一興奮就會胡亂摸人。黑灰量普通，黑灰能力是能在物體和人身上覆蓋薄膜，薄膜像手一樣有觸覺可以藉此能觀察變化。表面上將吃力不討好的工作分給吉爾博特，但實際上是認為吉爾博特比自己優秀而故意提升吉爾博特在大人眼中的評價，但在吉爾博特發起革命後才得知吉爾博特心中的不平，因此不惜放棄戴星者身分也要免於吉爾博特被處分。辭去戴星者職務後擔任第二班班長。
蘇西（聲：豐口惠）
活人偶，蘇珊娜的女僕。所屬：戴星組兼救護組組長→第二班蘇西班班長。同期：吉爾。
黑髮包頭、高佻的女子。人類時期似乎和尚恩一樣是家中老大，有著年紀相差大的弟妹，因此養成喜歡照顧人的個性。辭去戴星者職務後擔任第二班班長。
真實身分是尚恩的親生姐姐。母親被煙霧之門的有錢人追求使得父母離婚，她跟隨母親到煙霧之門定居，母親後來生下繼父的兩個孩子，父親也回老家鏡湖村定居，因此多年來都沒有歸屬感。她想和老家失散多年弟弟見面而來到影宅，解除洗腦後發現尚恩就是她的親生弟弟，姐弟相認後約好離開影宅後拜訪各自生活的家。
班傑明（聲：日野聰）
影家人，班的主人。所屬：戴星組→辭職→第十班班傑明班班長。同期者：無。
戴星組書記。力氣很大，沉默寡言，勤於健身、身材結實的男子。小時候身材瘦小，是因長期鍛鍊才變得強壯。黑灰量高，黑灰能力是能提高吸入黑灰的活人偶士氣。只要有人提到克里斯托弗便會爆走並總是以守護芭芭拉為第一優先。曾提醒露易絲要多留意活人偶的身體狀態，暗示活人偶對影家人不只是工具。
在班解除洗腦後仍舊信任他，並且兩人決定一起拯救第十班的成員並加入凱特陣營。他告知閉門不出的露薏絲，影家人和人類培育的環境不同會造就兩者的差異，所以露薏絲必定有異於露的自我，是讓露薏絲完全復活的關鍵人物。
班（聲：日野聰）
活人偶，班傑明的僕人。所屬：戴星組→辭職→第十班班班長。同期者：無。
和主人一樣力氣很大。沉默寡言，勤於健身、身材結實的男子。身為書記有記錄日常生活的習慣。
服用奧利佛給的蛋白棒(裡面摻入傑瑞米的解除洗腦藥「緩」)後恢復人類記憶，並與班傑明溝通後決定拯救第十班成員並加入凱特陣營。
奧利佛（聲：榎木淳彌）
影家人，奧利的主人。所屬：戴星組兼研究班班長。同期者：莉迪亞、傑里邁亞。
戴星組成員兼任研究組組長。黑灰量普通，具有黑灰能力。說話大嘴巴，藏不住秘密。是亡靈騷動時一開始就相信凱特不是犯人的唯一成員。對艾蜜莉可強大的身體能力驚豔不己而將她稱為「超級活人偶」。優秀且狂熱的發明家，能將發明的機械當作媒介使用黑灰能力。
從擁有記憶的奧利中得知影宅的真相，得知凱特已經解除洗腦後打算抺消她的記憶，但反被凱特打敗，後來因為對「凱特以前是人類」的真相感興趣而加入凱特推翻影宅的陣營。曾向凱特求婚想以此加強凱特領導的地位，但被凱特拒絕。在凱特當上戴星者後，繼任戴星組和研究班班長。在安東尼接管兒童樓後曾一度被洗腦，但因活人偶奧利被傑瑞米餵食一解除洗腦藥「緩」而解除洗腦。
奧利（聲：榎木淳彌）
活人偶，奧利佛的僕人。所屬：戴星組兼研究班班長。同期者：莉迪、傑瑞米。
戴著眼鏡的男性，但實際上身為要從事勞力的活人偶有著不同於瘦弱主人的健壯體格。稱呼主人為「奧利佛老師」。在長期沒喝咖啡的情況下在實驗中意外撞到頭而想起部分過去的記憶，也發覺影宅的真相。和尚恩等人不同村莊出身，在家鄉沒有朋友而一度想要依賴影宅，原本不在意自己的死活，但後來在奧利佛的激勵得到求生意志並和奧利佛一起加入凱特的陣營。在凱特當上戴星者後，繼任戴星組和研究班班長。長期服用傑瑞米的解除洗腦藥「緩」而使洗腦容易解除，在安東尼接管兒童樓後曾一度被洗腦，但被傑瑞米餵食解除洗腦藥「緩」而解除洗腦。
克里斯托弗（聲：小野賢章）
影家人，安東尼的主人。所屬：戴星組領導者。同期者：愛德華、艾琳、傑勒德。
前任戴星組領導者。發起教育改革，勤於教育新人，是使戴星組從「必定被邀請」的身分轉變為「管理和教育兒童」的關鍵人物，克里斯托福所在的時代也被稱為「最好的一代」。因為克里斯托弗太過優秀，兒童樓的住戶甚至不能提起他的名字。
黑灰能力是短暫的讓人類相信自己，在受邀合二為一時動用能力讓安東尼逃脫卻讓自己喪命。
安東尼（聲：小野賢章）
活人偶，克里斯托弗的僕人。所屬：戴星組。同期者：愛德、艾莉、傑。
身材高挑，黑色捲髮的男性。協助優秀卻沒有自信的克里斯托福，是克里斯托福領導的幕後功臣。被擁有妖精時期記憶的瑪麗蘿絲告知特殊咖啡的真相，因此沒有被洗腦。
在克里斯托福被邀請後得知合二為一的真相後便不知去向，並協助瑪麗蘿絲製造亡靈騷動和提供瑪麗蘿絲食物以逃脫影宅，實際上他給瑪麗蘿絲吃「恩惠的碎片」以讓瑪麗蘿絲覺醒第二個能力，所以他才是亡靈騷動的幕後主使。自稱和凱特目的一致，日後會助凱特反抗影宅。秘密收大人棟的路易斯為第一個「學生」，指使路易斯同時得到芭芭拉、托馬斯和愛德華的信任。
在芭芭拉性命垂危時穿上無臉衣服的衣服並主動在凱特面前提供幫助，未來打算讓凱特和愛德華都依賴自己。暗中和瑪格合作，並利用瑪格麗特測試「恩惠的碎片」使瑪格麗特黑灰能力暴走並死亡，並在事後將瑪格殺人滅口。
在露薏絲合二為一時再次現身，因此揭露路易斯因為克里斯托福死亡而將他當作救世主崇拜，他已將克里斯托福神格化並創立「克里斯托福教」，並在新人正式露面結束後，透過芭芭拉送出洗腦咖啡和用「恩惠的碎片」形成的新莫弗偽裝成克里斯托福並宣稱克里斯托福復活，以此全面掌控兒童樓。
真正名字是「克里斯托福.鏡」，真實身分是鏡宅主人阿爾弗雷德和再婚對象(約瑟夫之女)的兒子，而因為凱特懷孕50年才誕生，所以他稱呼凱特是他同父異母的「姐姐」。多年與父親和家臣蔵身於偏遠村莊科爾曼，他超過13歲才進入影宅並親手殺害阻止他進入影宅的父親。實際上從沒有被洗腦，他透過偷聽掌握瑪麗蘿絲的特殊莫弗身分和凱特的身世，為了成為宅邸主人而展開一連串行動。

##### 研究組
戴星組之下的小組，其成員被視為戴星組候補，並進行「探求知識」的慈善活動。所屬的活人偶能享用比一般活人偶更豪華的餐點，並且不用進行大掃除。
傑里邁亞（聲：島崎信長）
影家人，傑瑞米的主人。所屬：研究組副班長。同期者：奧利佛、莉迪亞。
高佻的男性，個性懶惰，不喜歡說話。負責研究黑灰能源。喜歡熱血的人。黑灰量普通，黑灰能力是變出具有再生能力的四隻手，所以他將其能力稱為「蜘蛛手」。早就知道傑瑞米的身世並隨傑瑞米一起加入凱特陣營。
傑瑞米（聲：島崎信長）
活人偶，傑里邁亞的僕人。所屬：研究組副班長。同期者：奧利、莉迪。
灰色短髮、高佻的男性，常為不愛說話的主人補充話意。
真實身分是鏡宅殘存派培養的孩子之一，從小接受諜報和戰鬥訓練以支持鏡宅繼承人，後來因意外目睹安東尼弒父而進入影宅，可是基於家臣身分無法真正反抗身為鏡宅繼承人的安東尼而絕望。他在得知凱特身世並敬佩凱特的為人後向凱特宣示忠誠，之後稱呼凱特為「大小姐」。他雖然在向凱特宣示忠誠前不敢真正反抗安東尼，但私底下仍在收集情報和開發解除洗腦的藥物。
莉迪亞（聲：上田瞳）
影家人，莉迪的主人。所屬：研究組。同期者：奧利佛、傑里邁亞。
高佻的女性，說話毒舌。負責研發香水。黑灰量普通，黑灰能力是分析個人黑灰的香氣和情感。因活人偶莉迪長期服用傑瑞米的解除洗腦藥「緩」，在安東尼接管兒童樓後的一個月解除洗腦並加入凱特陣營。
莉迪（聲：上田瞳）
活人偶，莉迪亞的女僕。同期者：奧利、傑瑞米。
綠色長捲髮、高佻的女性，說話毒舌。長期服用傑瑞米的解除洗腦藥「緩」而使洗腦容易解除，在安東尼接管兒童樓後的一個月解除洗腦並加入凱特陣營。
安娜（聲：潘惠美）
影家人，南西的主人。所屬：研究組。同期者：無。
胸部很大、戴著圓框眼鏡的女性。負責雜務和輔佐奧利佛。黑灰量少。因活人偶南西長期服用傑瑞米的解除洗腦藥「緩」，在安東尼接管兒童樓後的一個月解除洗腦並加入凱特陣營。
南西（聲：潘惠美）
活人偶，安娜的女僕。所屬：研究組。同期者：無。
橘色短髮、胸部很大、戴著圓框眼鏡的女性。對奧利有好感。長期服用傑瑞米的解除洗腦藥「緩」而使洗腦容易解除，在安東尼接管兒童樓後的一個月解除洗腦並加入凱特陣營。

##### 救護組
戴星組之下的小組，其成員被視為戴星組候補，並進行「人道救援」的慈善活動。所屬的活人偶能享用比一般活人偶更豪華的餐點，並且不用進行大掃除。
吉爾博特（聲：熊谷健太郎）
影家人，吉爾的主人。所屬：救護組→除名→第一班帕利克班成員。同期者：蘇珊娜。
黑灰量多，黑灰能力是用黑灰覆蓋在身體上強化，並加以攻擊或防禦。在芭芭拉被揭露沒有黑灰能力時第一個跳出來質疑芭芭拉沒有能力管理兒童樓的人，在和道格拉斯決鬥失敗後，承認道格拉斯可以管理兒童樓的秩序。實際上是指使道格拉斯狩獵無能力者的人，因為不滿戴星組長期推卸責任，蘇珊娜又只會發號司令、不會弄髒自己的手，使得經常要將無辜同胞送進黑灰管的他深受折磨，因而在認定戴星組失去大人的信任後發起革命，但在決鬥中輸給喬恩後而被阻止，輸掉決鬥後才發覺自己其實只是出於對蘇珊娜的競爭心態而展開行動，之後被救護班除名並加入帕利克班。
吉爾（聲：熊谷健太郎）
活人偶，吉爾博特的僕人。所屬：救護組→除名→第一班利奇班成員。同期者：蘇西。
黑髮、身材高壯、粗眉且眉毛尾端分裂的少年。狩獵無能力者事件後被救護班除名並加入利奇班。
伊芙琳（聲：青山吉能）
影家人，伊芙的主人。所屬：救護組→戴星组兼救護班班長。同期者：貝得倫。
黑灰量普通，黑灰能力是治療，其黑灰能力可以直接干涉影家人的存在，並不屬於物理系也不屬於精神系，在兒童樓是極為罕見的存在。同時負責治療活人偶的黑灰病。在男性影家人中有很高的人氣。
在得知吉爾博特發起革命失敗後告知蘇珊娜其實很照顧吉爾博特的真相，並希望兒童樓能給吉爾博特改過自新的機會。在道格拉斯的勸戒下開始考慮自己太在意是非對錯而忽視吉爾博特的心情，因此和道格拉斯一起反抗金固。
在凱特擔任戴星者後加入戴星組並被任命為救護班班長。
在尼古拉斯死後開始質疑安東尼制定的規則是否為正義，在凱特告知影宅和鏡家真相後決定遵守自己的正義並加入凱特的陣營。
伊芙（聲：青山吉能）
活人偶，伊芙琳的僕人。所屬：救護組→戴星组兼救護班班長。
棕色頭髮、棕色眼睛的少女。同期者：貝迪。
在凱特擔任戴星者後加入戴星組並被任命為救護班班長。在安東尼接管兒童樓後曾一度被洗腦，但伊芙琳在居古拉斯死後遵守她自己正義並加入凱特陣營後，她也一同加入凱特陣營。
老家為診所，曾想成為醫生但因家業要由長子繼承而放棄並進入影宅。在小時候認識拉姆，是讓拉姆能和外人交談的關鍵人物。解除洗腦後一度為她和伊芙琳的差異失落，但和拉姆相認後理解她不必事事完美，並向大家坦承她不擅長整理房間。
貝德倫
影家人，貝迪的主人。所屬：救護組。同期者：伊芙琳。
黑灰量普通，黑灰能力是製造能夠承受病患重量的墊布，可做為擔架移動病患。
貝迪
活人偶，貝德倫的僕人。所屬：救護組。同期者：伊芙。
亞麻色頭髮、粗眉、身材高壯的少年。

##### 瑪莉蘿絲／蘿絲瑪莉班
逃脫，生死不明。
瑪莉蘿絲（聲：中原麻衣）
影家人，蘿絲瑪莉的主人。所屬：瑪莉蘿絲班班長→逃脫。同期者：芭芭拉。
穿著白色襯衫與黑色褲子，有如寶塚男裝麗人。個性奔放且喜愛社交，喜歡積極的幫助他人。兒童樓中最年長者。保有妖精時期的記憶，因而強烈質疑影宅的行事，並試圖平等對待蘿絲瑪莉。興趣是跳舞與練習武術。黑灰量少，黑灰能力是能製造黏著物甚至進而製造亡靈，並且能吸收並控制他人的黑灰。
為神秘長袍人，同時也是亡靈騷動的真正犯人，敗於凱特一行人後移交給愛德華，但不願屈服影宅的她選擇和蘿絲瑪莉一起跳崖，現今生死不明。
蘿絲瑪莉（聲：中原麻衣）
活人偶，瑪莉蘿絲的女僕。所屬：蘿絲瑪莉班班長→逃脫。同期者：芭比。
艾蜜莉可的長官。留著棕色的低麻花辮。個性溫和且喜愛教導他人常識。喜歡默默地幫助他人。因瑪莉蘿絲的幫助而恢復了在成為活人偶之前的記憶，雖然不滿影宅但是對瑪莉蘿絲卻有很強的忠誠度。
為亡靈騷動的真正犯人，敗於凱特一行人後移交給愛德華，但不願屈服影宅的她選擇和瑪莉蘿絲一起跳崖，現今生死不明。

##### 凱特／艾蜜莉可班
第10班，成員原為瑪莉蘿絲／蘿絲瑪莉班成員、外加卸除班長職務的貝拉，在瑪莉蘿絲／蘿絲瑪莉逃脫後，後由凱特／艾蜜莉可晉升班長。在凱特／艾蜜莉可擔任戴星者後，由班傑明／班擔任第十班班長。
莎拉（聲：大西沙織）
影家人，米亞的主人。所屬：瑪莉蘿絲班成員→凱特班成員→被帶到大人樓。同期者：道格拉斯。
個性上自我意識旺盛，執著於權力，缺點是自大且容易因為失敗而自暴自棄，總是想著如何提升自己在影宅的地位，非常瞧不起凱特。曾經為了提升地位向道格拉斯求婚但被拒絕。興趣是鞭打米亞。黑灰量雖大，但沒有黑灰能力。因此羨慕有著黑灰能力的成年人。和道格拉斯一起被愛德華攏絡當兒童樓的內應，也因此認為凱特、瑪莉蘿絲和戴星組都是不可原諒的叛亂份子，暗中監視凱特並想抓住其把柄。
被托馬斯套出情報後，認為自己無臉面對愛德華、沒有黑灰能力再加上被道格拉斯抛棄後質疑影宅，但被洗腦的米亞糾正，因此堅定自己不擇手段都要往上爬的決心。
在凱特當上戴星者後，被愛德華用不明名目帶至大人樓生活，實則準備成為替代芭芭拉的能源。
米亞（聲：大西沙織）
活人偶，莎拉的女僕。所屬：蘿絲瑪莉班成員→艾蜜莉可班成員→被帶到大人樓。同期者：道格。
留著亞麻色捲髮。個性溫和喜歡助人，缺點則是過於尊崇莎拉的意志。故事初期會給予艾蜜莉可必要的幫助，使其能度過難關，但在艾蜜莉可當上班長後湧現對她的嫉妒和不滿。實際上米亞才是主僕關係中的主導者，一直透過讓自己被家暴虐待來操控容易隨波逐流的莎拉。
在凱特當上戴星者後，隨同主人莎拉一起被愛德華帶至大人樓生活。實際已解除洗腦，但因為在進入影宅前已殺害家人，即便知道真相也無家可歸只能繼續裝作若無其事。
伊莎貝拉&米莎貝拉（聲：大久保瑠美）
影家人，雙胞胎貝拉的主人。所屬：貝拉班班長→凱特班成員→第十班成員。同期者：無。
留著低雙馬尾，穿著白色洋裝。個性惡劣，經常討好戴星組，卻虐待手下的成員。為夏麗的組長，同時相當嫌棄夏麗。在亡靈騷動後成為凱特班的成員之一。因為兩人的活人偶只剩下一個人，使得她們極度害怕會被處置，但她們被凱特說服「兩人的臉就是只有一張」而得到自信，個性變得較為溫順並變得相當喜歡凱特。黑灰量普通，黑灰能力是能操縱活人偶的身體，但不能操控他人的精神。
在凱特陣營暗中給貝拉投入解除洗腦「緩」而恢復記憶後查覺貝拉有異，查覺貝拉去找安東尼找來第十班成員一起拯救貝拉。
雙胞胎貝拉（聲：大久保瑠美）
活人偶，伊莎貝拉&米莎貝拉的女僕。所屬：貝拉班班長→艾蜜莉可班成員→第十班成員。同期者：無
留著棕髮低雙馬尾的雙胞胎。在亡靈騷動中，被玛莉萝丝控制，两个人共同打碎了两瓶特殊咖啡，因此要一起打扫烟灰管作为处罚，之后其中一人被处决，留下的被編入艾蜜莉可班，並在凱特的建議下同時擔任伊莎貝拉&米莎貝拉的「臉」。
在凱特陣營暗中投入解除洗腦「緩」而恢復記憶，對於自己過去做的錯事感到懊悔並查覺安東尼有異，暗中跟蹤安東尼並企圖用鹼液攻擊安東尼，但被安東尼發現反使右手掌灼傷。安東尼雖告知另一個貝拉死亡真相，但貝拉仍然相信艾蜜莉可，而後貝拉被伊莎貝拉&米莎貝拉、班傑明和露薏絲拯救，進而查覺到她就算沒有雙胞胎姐妹也不會是孤獨一人。

##### 道格拉斯／道格班
第1班。為了調查襲擊無能力者事件，提出組成「風紀班」，實際是自導自演的行為。
凱特為拯救露薏絲，決定將得到愛德華信任的道格拉斯晉升為戴星者和風紀班班長，也其手下成員也成為風紀班成員。
道格拉斯（聲：田丸篤志）
影家人，道格的主人。所屬：道格拉斯班班長→戴星组兼風紀班班長。同期者：莎拉。
執著於權力和提升自己的地位。性格惡劣，愛嘲笑人，自戀且重視自己的髮型。和莎拉一起被愛德華攏絡當兒童樓的內應，也因此認為凱特、瑪莉蘿絲和戴星組都是不可原諒的叛亂份子，暗中監視凱特並想抓住其把柄。黑灰量多，黑灰能力是製造黑灰團以此反彈攻擊。
在托馬斯公布黑灰能力情報後襲擊無能力者，並抛棄被他視為累贅的莎拉，藉此成為「風紀班」的組長並積極架空戴星組的權力，但在凱特拆穿他的陰謀後打擊大到昏迷不醒。在入獄後為了自保指使成員把票投給凱特，讓凱特成為戴星者。在凱特拯救露薏絲的行動中，被凱特任命為戴星者和風紀班班長。
實際上有非常重視班內成員的一面。在新人時期很崇拜同班的前輩芬恩，直到今日能留著芬恩相似的髮型，但芬恩卻被他當時的班長金固陷害而被處分，因此暗中對沒有查覺真相的克里斯托福有所不滿。在拯救露薏絲和露的最後關頭時，他因道格而醒悟他變得和他討厭的金固沒有兩樣，正視自己的軟弱後認同凱特守護兒童的意志，因此選擇和凱特同一戰線。在安東尼洗腦全體兒童時保持清醒，被凱特告知得知影宅真相後仍選擇和凱特並肩作戰。
道格（聲：田丸篤志）
活人偶，道格拉斯的僕人，道格班班長→戴星组兼風紀班班長。同期者：米亞。
黑髮西瓜頭的少年，和主人一樣執著權力且性格惡劣。表情相當豐富。
金固在過去想傷害道格拉斯卻不想被別人發現，因此刻意劃傷身為影家人道格拉斯的臉，道格長期對主人替自己挨刀感到愧疚。在拯救露薏絲和露的最後關頭時醒悟影宅的大人假借影宅名義傷害兒童的事實，因此選擇和凱特同一戰線。在安東尼洗腦全體兒童時保持清醒，被凱特告知得知影宅真相後仍選擇和凱特並肩作戰。
詹姆斯（聲：中村源太）
影家人，詹姆的主人。所屬：道格拉斯班成員→風紀班副班長。同期者：無。
戴著耳環的少年，曾對露薏絲(露)可愛的表情心動過。在道格拉斯的命令下襲擊無能力者，陰謀被揭發後入獄。在凱特拯救露薏絲的行動中，被任命為風紀班成員。黑灰量普通，黑灰能力是將黑灰凝固成特定的形狀。
詹姆
活人偶，詹姆斯的僕人。所屬：道格拉斯班成員→風紀班副班長。同期者：無。金髮頭髮，頭髮往後梳的少年。
勞倫斯
影家人，勞倫的主人。所屬：道格拉斯班成員→風紀班成員。同期者：無。
及肩捲髮的少年，有自戀傾向。在道格拉斯的命令下襲擊無能力者，陰謀被揭發後入獄。在凱特拯救露薏絲的行動中，被任命為風紀班成員。黑灰量普通，黑灰能力是製造旋風。
勞倫
活人偶，勞倫斯的僕人。所屬：道格拉斯班成員→風紀班成員。同期者：無。棕色及肩捲髮的少年。
皮特
影家人，皮的主人。所屬：道格拉斯班成員→風紀班成員。同期者：瑪格麗特。
穿著鬱金香圖案水手服的少年。在道格拉斯的命令下襲擊無能力者，陰謀被揭發後入獄。曾經和瑪格麗特一樣有同樣種花的興趣，但為了跟隨道格拉斯而疏遠瑪格麗特，因此他在瑪格麗特死後後悔莫及。在凱特拯救露薏絲的行動中，被任命為風紀班成員。黑灰量普通，黑灰能力是將黑灰吸收並凝聚成小團。
皮
活人偶，皮特的僕人。所屬：道格拉斯班成員→風紀班成員。同期者：瑪格。黑色及肩髮的少年。

##### 伊莉沙白／莉絲班
第9班，成員原為貝拉班成員、原班長貝拉被卸除職務，轉入凱特／艾蜜莉可班，後由伊莉沙白／莉絲晉升班長，但之後伊莉沙白／莉絲晉升至救護班。
伊莉沙白
影家人，貝絲的主人。所屬：洛蕾塔班→伊莉沙白班長→救護班。
在伊莎貝拉&米莎貝拉降級後，晉升為班長並接管她們原先的成員。穿著綠色洋裝、及肩捲髮的少女。相當照顧人且人緣好。黑灰量普通，黑灰能力是製造煙霧。因為擔心被當成無能力者狩獵事件的替罪羔羊而協助凱特，之後加入救護班。
莉絲（聲：菅野真衣）
活人偶，伊莉沙白的僕人。在雙子的貝拉降級後，晉升為班長並接管她們原先的成員，在無能力狩獵事件後加入救護班。黑色及肩捲髮、皮膚偏黃的少女。
瑪格麗特（聲：和多田美咲）
影家人，瑪姬的主人。所屬：貝拉班→伊莉沙白班成員。同期者：皮特。
穿著黃色洋裝、內向且喜歡花藝的少女。因為曾被伊莎貝拉和米莎貝拉荼毒而很討厭她們。黑灰量少且未覺醒黑灰能力。具有受害者心態和灰姑娘情結，經常自怨自艾，長期在兒童樓孤立而曾想傷害瑪格的臉以自殺。對帕利克有好感。撿到道格拉斯作亂的證據並交給帕利克，對於帕利克把證據交給凱特並讓凱特得到功績的情況有所不滿。
在凱特當上戴星者後覺醒黑灰能力，被瑪姬欺騙並服下「恩惠的碎片」，利用暴走的黑灰能力製造兒童樓的恐慌。黑灰能力是製造花朵藤蔓以攻擊別人，且黑灰具有黏性讓人難以掙脫。在帕利克發動黑灰能力和被帕利克求婚後，其製造的騷動終被平定卻因力氣耗盡而死亡。
瑪姬
活人偶，瑪格麗特的僕人。所屬：貝拉班成員→莉絲班成員。同期者：皮。
戴著髮箍的少女。
在沒有自覺的情況下和主人一樣有受害者情結和灰姑娘情結並喜歡自怨自艾。原先對利奇有好感，但後來喜歡安東尼。實際已經解除洗腦，她因為瑪格麗特企圖傷害她的臉而恢復記憶並因此對瑪格麗特抱有敵意（但其實瑪格麗特對影宅真相一無所知只是想自殺），後被安東尼拉攏給瑪格麗特服用「恩惠的碎片」使瑪格麗特黑灰能力暴走並自取滅亡，但事後被安東尼殺人滅口。

##### 威廉／比利班
威廉（聲：梅田修一朗）
影家人，比利的主人。所屬：威廉班班長。同期者：亨利、凱文。
溫和且採放任主義。黑灰量少，具有黑灰能力。
比利（聲：梅田修一朗）
活人偶，威廉的僕人。同期者：漢克、維克達。
亨利（聲：上住谷崇）
影家人，漢克的主人。所屬：威廉班成員。同期者：威廉、凱文。
乖順且與世無爭。黑灰量少，具有黑灰能力。
漢克
活人偶，亨利的僕人。同期者：比利、維克達。

##### 凱文／維克達班
凱文
影家人，維克達的主人。所屬：凱文班班長。同期者：威廉、亨利。
黑灰量少，具有黑灰能力。
維克達（聲：澤城千春）
活人偶，凱文的僕人。所屬：維克達班班長。同期者：比利、漢克。
黑色捲髮的少年。在亡靈騷動身患重症，後經治療後康復。

##### 洛蕾塔班
洛蕾塔
影家人，蕾拉的僕人。所屬：洛蕾塔班班長→救護班。同期者：羅伯特。
穿著淺藍色洋裝的短髮少女。爭強好勝的個性，曾經激道格拉斯和吉爾博特展開決鬥。黑灰量普通，黑灰能力是將指甲化為刀刃攻擊。因為擔心被當成無能力者狩獵事件的替罪羔羊而協助凱特，之後加入救護班。
蕾拉
活人偶，洛蕾塔的僕人。所屬：蕾拉班班長→救護班。綠色短髮的少女。

##### 羅伯特班
羅伯特
影家人。所屬：羅伯特班班長。同期者：洛蕾塔。
黑灰量普通，具有黑灰能力。在尼古拉斯和喬治在無能力者狩獵事件被攻擊時挺身而出保護他們。
尼古拉斯
影家人。所屬：羅伯特班成員。同期者：喬治。
黑灰量少且未覺醒黑灰能力。在無能力者狩獵事件中被襲擊。在安東尼掌管兒童樓時因訓練過度、身體不堪負荷而死亡。
喬治
影家人。所屬：羅伯特班成員。同期者：尼古拉斯。
黑灰量少且未覺醒黑灰能力。在無能力者狩獵事件中被襲擊。

##### 新人
奧斯卡
影家人。熱血有活力的少年，奧斯卡爾的主人，身穿綠色禮服。黑灰量中等，黑灰能力是發射出具有通訊功能、可以群聊的黑灰。他與瑪蒂爾達是戀人關係。通過正式露面後成為第一班帕利克班員。在安東尼接管兒童樓時一度被洗腦，但因活人偶奧斯卡爾被糖糖灌水後後解除洗腦。
奧斯卡爾
活人偶。熱血有活力、棕髮綠眼的少年，奧斯卡的僕人。觀光大城影宅嶺出身。通過正式露面後成為第一班利奇班成員。他與瑪琪是戀人關係。在安東尼接管兒童樓時一度被洗腦，但被糖糖灌水後後解除洗腦。
洛洛爾
影家人。沉默寡言的少女，露露的主人。身穿仿和服的紫色洋裝。黑灰量中等，在承受過大壓力時會發動黑灰能力，黑灰能力是散發出使影家人脫力的叉字。通過正式露面後成為第二班蘇珊娜班員。在安東尼接管兒童樓時一度被洗腦，但因活人偶露露被糖糖灌水後後解除洗腦。
露露
活人偶。沉默寡言、留著黑髮、姬髮式的少女，洛洛爾的僕人，同時是洛洛爾施展黑灰能力的媒介。。出身在沒有黑灰火車抵達的偏遠村莊科爾曼，和同鄉的丹關係不佳，奧利推測她在故鄉沒有朋友才會和主人洛洛爾如此親密。通過正式露面後成為第二班蘇西班員。在安東尼接管兒童樓時一度被洗腦，但被糖糖灌水後後解除洗腦。
丹尼
影家人。暴躁的少年，丹的主人。身穿咖啡色禮服。黑灰量多，具有黑灰能力。使用石頭作為媒介，能將黑灰像是高爾夫球打出去以造成殺傷力。通過正式露面後成為第一班帕利克班成員。在安東尼接管兒童樓時一度被洗腦，但因活人偶丹被糖糖灌水後後解除洗腦。
丹
活人偶。暴躁、棕髮棕瞳的少年，丹尼的僕人。出身在沒有黑灰火車抵達的偏遠村莊科爾曼，並對自己出身偏鄉的事感到自卑。通過正式露面後成為第一班利奇班員。在安東尼接管兒童樓時一度被洗腦，但被糖糖灌水後後解除洗腦。
瑪蒂爾達
影家人。聰明開朗的少女，瑪琪的主人。身穿粉藍色搭配粉紅蝴蝶結洋裝。黑灰量少，能將黑灰變成可控制的士兵，目前控制時間僅限一分鐘。她與奧斯卡是戀人關係。通過正式露面後成為第二班蘇珊娜班員。在安東尼接管兒童樓時一度被洗腦，但因活人偶瑪琪被糖糖灌水後後解除洗腦。
瑪琪
活人偶。聰明開朗、棕色頭髮、戴著蝴蝶結髮飾的少女，瑪蒂爾達的僕人。觀光大城影宅嶺出身。通過正式露面後成為第二班蘇西班員。她與奧斯卡爾是戀人關係。在安東尼接管兒童樓時一度被洗腦，但被糖糖灌水後後解除洗腦。
史黛拉
影家人。迷迷糊糊的少女，糖糖的主人。身穿紅色洋裝。食量超大。對糖糖的命令唯命是從。黑灰量中等，能將髮尾變成鐮刀並化為鎖鏈甩出。通過正式露面後成為第二班蘇珊娜班員。
糖糖
活人偶。迷迷糊糊、黑髮、綁著雙麻花辮的少女，史黛拉的僕人。
實際上是艾蜜莉可馬戲團的前輩，曾教導艾蜜莉可雜耍和唇語。野心極大且演技突出。因憧憬影宅而丟下職務並為前往影宅而被移民的夫妻收養，在學校學習後以正規方式進入影宅。進入影宅後自行解除洗腦並反過來支配史黛拉，解除同期的洗腦後成為同期的領導人，企圖支配影宅納為己有。實際年齡為30歲，外表不會隨時間變老。
查覺到凱特等戴星者不站在影宅立場的守護自己和夥伴，再加上和艾蜜莉可的師徒情誼，決定帶領同期協助凱特奪回露薏絲和露。通過正式露面後成為第二班蘇西班員，曾中計被安東尼洗腦，後自行灌水恢復並和凱特並肩作戰。

##### 其他
芬恩
影家人。溫柔親切的少年，活人偶為白髮。他是道格拉斯新人時期的前輩，道格拉斯非常憧憬他甚至將髮型改成他的髮型，但他在舉報班長金固的惡行反被冠上莫虛有罪而被處分。芬恩的死正是道格拉斯暗中對克里斯托福不滿的原因。

#### 大人樓的住戶

##### 一樓的住戶
路易斯
一個活潑順從的年輕人，在凱特一行人正式露面後受邀，他是愛德華任內第一個合二為一成功的人。當愛德華派遣時，他暫時成為兒童樓管理者，但不堪托馬斯的地位和話術而將其職位轉交給托馬斯。實際上是聽從安東尼命令的三重間諜，是安東尼的第一個「學生」，周旋於芭芭拉、托馬斯和愛德華之間並同時得到三方的信任，在知曉克里斯托福死亡後將安東尼視為救世主崇拜。黑灰能力是洗腦活人偶。
依照安東尼的命令出賣愛德華使愛德華失勢，並使自己升上二樓和成為新的兒童樓管理員，但在凱特和約瑟夫聯絡後被約瑟夫解除職務關進監獄。
金固
道格拉斯的前班長，年紀長於克里斯托福。常將部下的功勞占為己有並會虐待部下，他將要告發自己的芬恩冠上莫虛有罪而讓芬恩被處分。黑灰能力是將黑灰凝固成鋒利的刀。擔任奧斯卡這一屆的檢查員並找道格拉斯麻煩，後被道格拉斯和伊芙琳聯手擊敗。
在凱特和約瑟夫合作後，凱特看中他的愚昧而讓約瑟夫將他升到二樓並擔任兒童樓管理員。

##### 二樓的住戶
愛德華／愛德（聲：羽多野涉、嘉數由美〈女聲〉）
同期：艾琳、傑勒德、克里斯托弗。
具有想要登上三樓的野心，同時是完美主義者，不允許事情出乎他的安排的男性，喜歡彈鋼琴。黑灰能力是放出聲波，甚至能使人失聰。
凱特一行人的見面式考官，獲得偉大的爺爺的認可，並得到兒童樓的掌理權限。認定凱特和戴星組是叛亂份子，打算抓住凱特的判亂證據並藉此登上三樓，想要和同期一起改革影宅。他與艾琳、傑勒德派遣到影宅的人類領地「鏡邊村」時從路易斯口中得知托馬斯的動向，並在回影宅後向三樓告發托馬斯的罪行。
查覺到路易斯有問題而發現兒童樓另有除凱特外的勢力，但被路易斯搶先一步而使自己失去地位並放流放至科爾曼。
艾琳／艾莉（聲：堀江由衣）
同期：愛德華、傑勒德、克里斯托弗。
戴著帽子、穿著有如翅膀洋裝的女性，輔佐愛德華以避免他過於沉醉在自己的世界，說話毒舌。前救護班出身。黑灰能力是能變出和操控黑鳥信鴿，並能用黑鳥信鴿傳達文字訊息。因愛德華被路易斯背叛，所以連同愛德華一起流放至科爾曼。
傑勒德／傑（聲：大塚剛央）
同期：愛德華、艾琳、克里斯托弗。
黑色鮑伯頭、皮膚較黃的男性，個性謹慎，有天然呆的一面性，嚴重認床。前研究班出身。黑灰能力是遠程操作。因愛德華被路易斯背叛，所以連同愛德華一起流放至科爾曼。
托馬斯（聲：高木涉）
黑色長捲髮的男性。前任兒童樓管理者，論資排輩是將來會登上三樓的人物，所以相當討厭把職務從手中奪走的愛德華。
給予芭芭拉戴星組的職權，向芭芭拉謊稱克里斯托福未死，並得知芭比臉上有傷痕而故意不讓她的傷痕能夠痊癒，打算永遠讓芭芭拉待在兒童樓生產煤灰，藉此讓大人們不必生產煤灰以鞏固自己在大人樓的地位。為了打倒愛德華而拉攏路易斯並從路易斯手中奪走職務，並在兒童樓公布黑灰能力的存在，企圖培養更多能力者以上位。經常帶著一串葡萄。黑灰能力是食用葡萄後，將黑灰濃縮葡萄的大小後射出，其力量和射程都遠在喬恩之上。
在被愛德華向三樓告發「在兒童樓公開黑灰能力」的罪行後被三樓嚴懲，失去一隻手臂並坐牢，在失去記憶的情況後遇到夏麗和拉姆並被她們帶至兒童樓並加入凱特陣營，後安裝奧利佛製造的義手。
泰德
尚恩等人在人類時期的學校校長，實際上是派遺到影宅領地「鏡邊村」並管理該地的影家人。重視貴族的品格，並喜歡仗勢欺人。

##### 三樓的住戶
索菲（聲：花守由美里）
有著蝴蝶翅膀的女性，她有個長而捲曲的舌頭。平時冷靜，對事情的評價比較中肯，喜歡高貴的事物，但遇到黑灰量大的人會控制不了想舔食對方黑灰的衝動，並吐出如昆蟲般的舌頭。負責監視影精是否成功模仿人類，若過程中有模仿失敗的影精便會直接食用。
萊安（聲：岸尾大輔）
捲髮的男性。若顯示臉，眼睛是三白眼。性格惡劣，經常口出惡言，喜歡看到他人的失敗。負責和多蘿西一起到小鎮上挑選作為活人偶的小孩。
多蘿西（聲：日笠陽子）
長髮、胸部很大的女性。個性高傲。若顯示臉，是皮膚黝黑、黑髮，頭髮上還別著皇冠髮飾的美女。負責和萊安一起到小鎮上挑選作為活人偶的小孩。
約瑟夫（聲：三宅健太）
體型巨大、戴著單片眼鏡的男性。評價事情時比較嚴謹。在愛德華報告影宅有入侵者並拿出艾蜜莉可(實為凱特)所遺棄的行李箱後向爺爺報告他會親自處理此事，在新人正式露面後拿著行李箱試探凱特因而確定凱特是行李箱真正的主人。似乎認識凱特的親生母親凱瑟琳.鏡。
真實身分是鏡宅男主人阿爾弗雷德的左右手，當時負責研究莫弗，其女兒後來成為阿爾弗雷德的再婚對象，所以他是安東尼的外祖父。
愛德華在新人正式露面時發現凱特與鏡宅有關並偷偷和凱特聯絡，與凱特碰面後透露他在鏡宅遇襲時被莫弗攻擊但仍保留人類意識，自稱想要復興影宅並和凱特聯手。襲擊他的是特殊莫弗，現年雖八十幾歲但外表仍年輕。
偉大的爺爺（聲：土師孝也）
影宅的所有者，影家人的頂點，活人偶與影家族的創造者。居住於成人樓，並默默地操控著影宅的一切事物，個性陰險狡猾。兒童們所喝的特殊咖啡便是混有他的黑灰，並藉由他的黑灰洗腦活人偶，進而達成控制影家人。

#### 鏡宅
凱瑟琳·鏡
鏡宅的貴族和女主人，阿爾弗雷德之妻和凱特的親生母親。對任何人都很溫柔的人物。
在懷孕的狀態下被影精襲擊，使得身體變成有如影精般的存在，在懷孕50年後才將凱特生下，並在生下凱特後就死亡。在還有意識前將凱特託孤給艾蜜莉。
艾蜜莉
鏡宅的侍女，十分尊敬凱瑟琳夫人。凱特的養祖母。
在鏡宅被影精襲擊時帶著懷孕的凱瑟琳逃跑，在凱瑟琳死後將凱特偽裝成自己的孫女撫養。為了不讓凱特捲入危險而將凱特當作普通的人類撫養。
阿爾弗雷德·鏡
鏡宅的貴族和男主人，凱瑟琳之夫和凱特、安東尼(實名為克里斯托福)的親生父親，其他親人在戰爭和家族內鬥中身亡，因此在16歲時繼承鏡宅。鏡宅遇襲時和凱瑟琳分開逃亡，在尋找凱瑟琳幾十年未果後和約瑟夫的女兒再婚並生下安東尼，但續弦在生產不久便過世，直到續弦死前透露才得知好友約瑟夫是當年幕後黑手。把奪回鏡宅的宿願託付給下一代，但在最後勸阻安東尼放棄鏡宅而被不能接受的安東尼殺害。

## 名詞介紹
影宅
無人訪問的巨大神秘別墅，為影家人與活人偶生活的地方，共分為兩棟樓，分別是兒童樓與成人樓，兒童受到邀請就會前往成人樓與其他大人共住，談論前往成人樓的人被兒童們視為禁忌，且成年的影家人也很少會回到兒童樓。在影宅的附近有許多村莊，每隔幾個月影宅會派出黑灰火車到村莊，並使用黑灰與村民們交易生活物資與製造活人偶所需的材料。前身是贵族镜家的住宅“镜宅”，建立于黑尘岛上。
影家人
假裝自己是貴族並生活在影宅中的寄生型妖精「影精」（Morph），身體是完全黑色的，為了辨識彼此與交流所以需要活人偶來表現自己的表情。身上總是會冒出黑灰，這些黑灰加工後能夠成為比煤炭還要更有效率的能源，能夠與周邊的村莊進行交易並賺取大量資源，也因此影家人基本上非常富有。僅有成年的影家人知道影家人並非人類的真相。影家人本身具有個性，但會反映出活人偶的部分特質。
偉大的爺爺構築了一個流程，使影家人能夠獲得人格。
- 第一階段：讓妖精看到活人偶並模仿活人偶的模樣，在這個過程中成為影家人的妖精多數會喪失成為影家人前的記憶。
- 第二階段：妖精和活人偶一起生活，並依此建立人格。
- 第三階段：妖精和活人偶合二為一，妖精奪取活人偶的臉，使得妖精成為完全的存在。

活人偶
由影宅所創造出來的精密人偶，主要任務是維持影宅的環境與作為影家人溝通的橋樑。一般來說一個活人偶會有一個對應的影家人。因為需要觀察影家人的個性，所以被允許擁有自我意識，但是如果所屬的影家人死亡或是表現出過於強大的反抗意志就會被清除記憶並被改造成無面人偶。
活人偶的材料事實上是活生生的人類小孩，也因此尚恩推論影家人的名字是對應的活人偶作為人類時候的名字。影宅附近村莊所設立的學校課程皆是在培養活人偶的能力，且免费入学。
黑灰
影家人散發出的黑色灰塵，當影家人不安或憤怒時會有所噴發。影家人每天都會噴出黑灰並弄髒環境，使得活人偶必須經常打掃。黑灰遇水便會消散。黑灰量大的影家人不容易被處置。
黑灰可煉為影宅的能源「黑灰炭」，也可以用來洗腦，尤其是偉大的爺爺的黑灰洗腦能力極強。影宅附近的小鎮雖然不是偉大的爺爺的黑灰，但小鎮乃至整个黑尘岛的居民在長期受黑灰污染後，已經無法正常思考，使得居民欣然接受小孩被影宅綁走的事實。
黑灰冰柱
黑灰量大的影家人所能造成的現象，能在天花板上將黑灰凝結成冰柱狀。
黑灰能力
部分影家人擁有操作黑灰的能力，能夠藉此施展許多常人做不到的事物，從黑灰塑造成武器來進行攻擊到使用黑灰侵入他人身體來進行控制等。根據影宅的慣例，擁有黑灰能力的人必須保密，不能輕易向其他影家人透露關於黑灰能力的各種資訊。必須要擁有黑灰能力才能成為隊長並成功合二為一。
黑灰能力區分為引發物理現象的「物理系」、操縱活人偶的「精神系」和直接影響影家人本身的「特殊系」。目前特殊系的黑灰能力者僅有伊芙琳、帕利克和洛洛爾。
黏著物
具有惡意的黑灰集合體，模樣像是幼貓，清理較為困難，同時不能像一般的黑灰煉成「黑灰炭」。
亡靈
黏著物的最大量、最危險集合體。
無面人偶
由失去影家人的活人偶並飲用過特殊咖啡改造而來的人類，沒有自我意志，不會說話也不會對任務以外的事情有反應。穿著的服裝實際上是喪服，被認為是在對已經死亡的影家人哀弔。
喜樂會
大掃除後的活人偶集會。活人偶會喝下摻有偉大的爺爺黑灰的特殊咖啡，藉此達到洗腦效果。
特殊咖啡
摻有偉大的爺爺黑灰的咖啡。在影家人通過見面式後，定期給活人偶飲用。黑灰洗腦活人偶後再讓活人偶影響影家人，以達到控制影家人的目的。
公開亮相
影家人的成人儀式，考驗影家人和活人偶之間契合程度和影家人的穩定度以決定能否成為正式的影家人。失敗的影家人會被抓到能源室到死前都為影宅產出黑灰，而失敗的活人偶會成為無面人偶被影宅重覆利用。
黑灰管理設施
通稱「黑灰管」(すす管)。把兒童的黑灰收集並送往大人居住樓的措施，通常為活人偶輪班清掃。但是長時間打掃黑灰管的活人偶最終會壞掉，因此打掃黑灰管對影家人來說是最恥辱的懲罰。
婚姻制度
影家成年人可直接結婚，相對兒童只能申請，若是兒童訂婚的其中一方被處置便會貽笑大方，所以被影家成年人認為是無用的制度。與此同時，婚姻也是在影宅提升地位的一種方法。
合二為一
影家人在受到邀請後的儀式，此階段中影家人會奪取活人偶的身體，使得活人偶必定死亡，但是轉變過程中影家人也有可能因不堪負荷而死亡。只有具有黑灰能力的影家人才有可能通過儀式。托馬斯為了不讓芭芭拉長大成人，故意在合二為一的前提條件中設下「活人偶臉上不得有傷」。
黑塵島
影家人所佔領的島嶼，觀光業興盛。島上居民長期被黑灰所洗腦，而外來觀光的遊客也會被黑灰控制而移居此島。為了吸引更多人類移居，兒童的教育完全免費。島上有許多隱藏身分、派遣於此的影家人。
鏡宅
影宅的前身，60年前存在的貴族宅邸，對誰都開放的理想場所，但在某天被不明人士利用影精篡奪。
鏡湖村
影宅的領地之一，莫弗之森和鏡湖的所在地，尚恩、露、利奇和拉姆居住的村莊。村莊負責製造影家人所穿的貴族衣著。
恩惠的碎片
安東尼私藏的特殊物品，作用是能加強影家人的黑灰能力。實際上是影家人進行合二為一所使用的物品，目的是讓影家人加強黑灰能力以造出能吃掉活人偶的繭和促使莫弗成為模仿人類。
影宅嶺
影宅的領地之一，能將影宅和鏡湖一覽無遺的觀光盛地，會舉辦聯合徵選會。奧斯卡爾和瑪琪出身的村莊。
煙霧之門
影宅的領地之一，黑塵島的港口都市。蘇西跟隨母親再婚後所居住的村莊。
科爾曼
影宅的領地之一，偏遠落後的村莊，丹和露露出身的村莊，同時因為此地沒有黑灰火車通過是島上少數沒能進行洗腦的村莊，所以安東尼和傑瑞米等鏡宅殘存派潛伏於此。

## 出版書籍
| 卷數 | 集英社         | 集英社                 | 青文出版      | 青文出版                                              |
| 卷數 | 發售日期       | ISBN                   | 發售日期      | ISBN / EAN                                            |
| ---- | -------------- | ---------------------- | ------------- | ----------------------------------------------------- |
| 1    | 2019年1月18日  | ISBN 978-4-08-891184-7 | 2020年12月3日 | ISBN 978-986-512-621-6                                |
| 2    | 2019年5月17日  | ISBN 978-4-08-891266-0 | 2020年12月3日 | ISBN 978-986-512-622-3                                |
| 3    | 2019年9月19日  | ISBN 978-4-08-891363-6 | 2021年2月4日  | ISBN 978-986-512-698-8                                |
| 4    | 2020年2月19日  | ISBN 978-4-08-891461-9 | 2021年3月29日 | ISBN 978-986-512-904-0                                |
| 5    | 2020年6月19日  | ISBN 978-4-08-891545-6 | 2021年5月20日 | ISBN 978-986-549-887-0                                |
| 6    | 2020年10月16日 | ISBN 978-4-08-891713-9 | 2021年7月1日  | ISBN 978-626-303-209-5                                |
| 7    | 2021年3月18日  | ISBN 978-4-08-891819-8 | 2021年9月22日 | ISBN 978-626-303-510-2                                |
| 8    | 2021年6月18日  | ISBN 978-4-08-892008-5 | 2022年3月16日 | ISBN 978-626-322-071-3                                |
| 9    | 2021年11月19日 | ISBN 978-4-08-892139-6 | 2022年8月31日 | ISBN 978-626-322-767-5                                |
| 10   | 2022年3月18日  | ISBN 978-4-08-892246-1 | 2023年6月1日  | ISBN 978-626-340-430-4 ISBN 978-626-340-744-2(限定版) |
| 11   | 2022年6月17日  | ISBN 978-4-08-892337-6 | 2023年6月1日  | ISBN 978-626-340-745-9 ISBN 978-626-340-803-6(限定版) |
| 12   | 2022年10月19日 | ISBN 978-4-08-892462-5 | 2023年7月17日 | ISBN 978-626-340-995-8 ISBN 978-626-340-996-5(限定版) |
| 13   | 2023年2月17日  | ISBN 978-4-08-892601-8 | 2023年11月6日 | ISBN 978-626-362-618-8 ISBN 978-626-362-619-5(限定版) |
| 14   | 2023年7月19日  | ISBN 978-4-08-892771-8 | 2024年7月10日 | ISBN 978-626-383-739-3 ISBN 978-626-383-740-9(限定版) |
| 15   | 2023年10月19日 | ISBN 978-4-08-892865-4 | 2025年1月2日  | ISBN 978-626-399-870-4 ISBN 978-626-399-871-1(限定版) |
| 16   | 2024年2月19日  | ISBN 978-4-08-893113-5 | 2025年7月9日  | ISBN 978-626-422-653-0 ISBN 978-626-422-654-7(限定版) |
| 17   | 2024年5月17日  | ISBN 978-4-08-893259-0 |               |                                                       |
| 18   | 2024年9月19日  | ISBN 978-4-08-893377-1 |               |                                                       |
| 19   | 2025年1月17日  | ISBN 978-4-08-893479-2 |               |                                                       |
| 20   | 2025年7月17日  | ISBN 978-4-08-893617-8 |               |                                                       |

## 電視動畫
改編電視動畫第1季於2021年4月10日至7月3日期間於TOKYO MX、BS11、群馬電視台、栃木電視台等平台播映，動畫製作公司為CloverWorks。在首播前的3月27日，於以上電視台播映特備節目，出席嘉賓包括鬼頭明里、篠原侑、佐倉綾音、酒井廣大、川島零士和下地紫野，主持人是岩井勇氣（原市）。
動畫第1季最後一集加入了漫畫單行本第8卷的元素，劇情上接到第4卷後半。第2季將於2022年7月至9月播出。

### 宣傳、消息公佈
2020年10月16日，宣布將會獲改編為電視動畫。10月29日，於當日發售的《週刊Young Jump》2020年第48號公布首張預告視覺圖，並同日開設官方網站。12月20日，宣布定於2021年播映，並公布主要製作人員以及兩名主角的聲優。2021年1月7日，公布播出時間為2021年4月。1月21日，公布露薏絲／露由佐倉綾音配音。1月28日，公布喬恩／尚恩由酒井廣大配音。2月4日，公布帕利克／利奇由川島零士配音。2月11日，公布夏麗／拉姆由下地紫野配音。公佈新角色聲優時，會同時公開那對角色的角色視覺圖。2月18日，公開凱特／艾蜜莉可的角色視覺圖。3月8日，公開主視覺圖和片尾曲詳情。3月18日，公開正式宣傳影片。3月27日，公開一段「墨繪PV」，內容為墨繪師御歌頭以水墨畫形式繪畫一幅《影宅》插圖。
另外，娛樂新聞網站Natalie在2021年3月18日刊登了本作書迷、演員高杉真宙的訪談。他曾多次在電視節目上推薦本作，在Natalie的訪談稱這是他在2020年看過的漫畫中最好看的。高杉亦得以優先觀看第1集，並在訪談中發表觀後感。
2021年9月11日，在網路節目上公佈將製作第2季的消息，並公開一段特報宣傳片。2022年1月5日晚上8時（UTC+9），本作連同其他兩部《週刊Young Jump》連載漫畫改編動畫《輝夜姬想讓人告白－超級浪漫－》（2022年4月播映第3季）和《明日同學的水手服》（2022年1月首播），在Aniplex YouTube頻道上播放特備節目。同日宣佈第2季將於2022年7月首播。3月27日，在AnimeJapan 2022的Aniplex攤位舉辦舞台活動，出席聲優包括鬼頭明里、篠原侑和酒井廣大。

### 製作人員
- 原作：（集英社《週刊Young Jump》連載）
- 導演：大橋一輝
- 系列構成：大野敏哉
- 美術設定：
- 美術監修：加藤浩
- 美術監督：坂上裕文、後藤千尋
- 角色設計：日下部智津子、松林志穗美（第二期）
- 色彩設計：漆戶幸子
- 攝影監督：小畑芳樹（第一期）、桑原真也（第二期）
- 2D製作：久保田彩
- 3D監督：宮地克明、任杰（第二期）
- 剪輯：新居和弘
- 音樂：末廣健一郎
- 音響監督：小泉紀介
- 音響製作：HALF H·P STUDIO
- 動畫製作：CloverWorks[73]

### 主題曲
第1期
片頭曲「a hollow shadow」
作曲、編曲：末廣健一郎
片尾曲（第1話－第7話、第9話－第13話）
作詞：、毛蟹，作曲：毛蟹，編曲：小松一也，主唱：ReoNa
片尾曲（第8話）
作曲、編曲：末廣健一郎，鋼琴：
第2期
片頭曲「Shall We Dance?」（シャル・ウィ・ダンス？）
作詞：，作曲：毛蟹，編曲：小松一也，主唱：ReoNa
片尾曲「Masquerade」
作曲、編曲：末廣健一郎，作詞、主唱：ClariS

### 各話列表
| 話數   | 日文標題 | 中文標題         | 劇本     | 分鏡       | 演出            | 作畫監督                                                                                              | 總作畫監督          | 首播日期       |
| 第一季 | 第一季   | 第一季           | 第一季   | 第一季     | 第一季          | 第一季                                                                                                | 第一季              | 第一季         |
| ------ | -------- | ---------------- | -------- | ---------- | --------------- | --- | ------------------- | -------------- |
| #01    |          | 影家人與活人偶   | 大野敏哉 | 大橋一輝   | 大橋一輝        | 渡邊浩二、大塚八愛 吉田優子                                                                           | 吉田優子            | 2021年 4月10日 |
| #02    |          | 房間之外         | 豐田百香 | 瀨藤健嗣   | 境隼人          | 栗原裕明                                                                                              | 日下部智津子        | 4月17日        |
| #03    |          | 煤灰病           | 大西雄二 | 佐久間貴史 | 佐久間貴史      | 藤澤俊幸、小泉初榮 有我洋美                                                                           | 長谷川亨雄          | 4月24日        |
| #04    |          | 深夜巡邏         | 山崎莉乃 | 高橋順     | 高橋順          | 池田浩章、加藤里香 丸岡功治、森美幸                                                                   | 大塚八愛            | 5月1日         |
| #05    |          | 公開亮相         | 大野敏哉 | 菅井嘉浩   | 菅井嘉浩        | 寺尾洋之、柳澤彼方 木村都彥                                                                           | 吉田優子            | 5月8日         |
| #06    |          | 庭園迷宮         | 豐田百香 | 田仲浩美   | 田仲浩美        | 渡邊浩二、藤裕子                                                                                      | 長谷川亨雄          | 5月15日        |
| #07    |          | 不完整的地圖     | 大西雄二 | 荻原健     | 荻原健          | 小丸敏之、松原榮介                                                                                    | 大塚八愛            | 5月22日        |
| #08    |          | 手掌心上         | 山崎莉乃 | 大嶋博之   |                 | 村上史明、池田結姫 今門卓也、市川沙央里                                                               | 吉田優子            | 5月29日        |
| #09    |          | 鸟笼与花         | 大野敏哉 | 佐久間貴史 | 佐久間貴史      | 小丸敏之、小泉初榮                                                                                    | 長谷川亨雄          | 6月5日         |
| #10    |          | 最後的一對       | 大野敏哉 | 菅井嘉浩   | 向山鶴美        | 藤澤俊幸、藤裕子 松原榮介、柳澤彼方                                                                   | 大塚八愛            | 6月12日        |
| #11    |          | 黑色飲料         | 大野敏哉 | 田仲浩美   | 鈴木勇真        | 磯野智、小堤悠香                                                                                      | 吉田優子            | 6月19日        |
| #12    |          | 前往與爺爺同住棟 | 大西雄二 | 鳥井聖美   | 境隼人          | 鳥井聖美、中野友貴                                                                                    | 日下部智津子        | 6月26日        |
| #13    |          | 為了影家人       | 大野敏哉 | 大橋一輝   | 大橋一輝 碇由衣 | 渡邊浩二、小丸敏之 小泉初榮、大塚八愛 吉田優子                                                        | 長谷川亨雄          | 7月3日         |
| 第二季 |          |                  |          |            |                 | |                     |                |
| #01    |          | 新晉成人們       | 大野敏哉 | 大橋一輝   | 碇由衣          | 小泉初榮、寺尾洋之 木村都彥                                                                           | 吉田優子            | 2022年 7月9日  |
| #02    |          | 最好的「戴星者」 | 豐田百香 |            |                 | 、前嶋弘史 龜田朋幸、木下和榮 富澤和雄、 吉永剛、 、林子皓 野馬動畫                                   | 大塚八愛 川口千里   | 7月16日        |
| #03    |          | 大掃除           | 大西雄仁 | 佐久間貴史 | 佐久間貴史      | 磯野智、小堤悠香 、前嶋弘史 、吉永剛 渡邊浩二                                                         | 吉田優子            | 7月23日        |
| #04    |          | 嫌疑犯           | 山崎莉乃 | 上田慎一郎 | 上田慎一郎      | 松原榮介、渡邊浩二                                                                                    | 川口千里            | 7月30日        |
| #05    |          | 深夜的同期會     | 豊田百香 | 高橋順     | 向山鶴美        | 田角麻奈美、藤裕子 中熊太                                                                             | 大塚八愛            | 8月6日         |
| #06    |          | 夜空             | 大西雄仁 |            |                 | 吉永剛、                                                                                              | 長谷川亨雄 池田結姬 | 8月13日        |
| #07    |          | 個別偵查         | 山崎莉乃 | 大嶋博之   | 上田慎一郎      | 小泉初榮、松原榮介                                                                                    | 川口千里            | 8月20日        |
| #08    |          | 長袍大人的真面目 | 豐田百香 | 佐久間貴史 | 向山鶴美        | 藤崎真吾、池田結姬 古德真美                                                                           | 大塚八愛            | 8月27日        |
| #09    |          | 最後一課         | 大西雄仁 | 高橋順     | 高橋順          | 藤裕子、寺尾洋之 渡邊浩二、中熊太一                                                                   | 長谷川亨雄          | 9月3日         |
| #10    |          | 同伴的價值       | 山崎莉乃 | 近橋伸隆   |                 | STUDIO MASSKET、                                                                                      | 川口千里            | 9月10日        |
| #11    |          | 兩人的答案       | 大野敏哉 | 境隼人     | 境隼人          | 松林志穗美、栗原裕明                                                                                  | 松林志穗美          | 9月17日        |
| #12    |          | 反抗者們         | 大野敏哉 | 大橋一輝   | 碇由衣          | 小泉初榮、渡邊浩二 池田結姬、中熊太一 、長谷川亨雄 上田次郎、松林志穗美 木村都彥、大塚八愛 今門卓也、 | 吉田優子            | 9月24日        |

### 播放電視台

#### 第1季
| 播放日期              | 播放時間（UTC+9）    | 播放電視台 | 播放地區   | 備註                     |
| --------------------- | -------------------- | ---------- | ---------- | ------------------------ |
| 2021年4月10日－7月3日 | 星期六 24:30 - 25:00 | TOKYO MX   | 東京都     |                          |
| 2021年4月10日－7月3日 | 星期六 24:30 - 25:00 | BS11       | 日本全國   | 衛星電視，「ANIME+」節目 |
| 2021年4月10日－7月3日 | 星期六 24:30 - 25:00 | 群馬電視台 | 群馬縣     |                          |
| 2021年4月10日－7月3日 | 星期六 24:30 - 25:00 | 栃木電視台 | 栃木縣     |                          |
| 2021年4月10日－7月3日 | 星期六 27:38 - 28:18 | 每日放送   | 關東廣域區 |                          |
| 2021年4月11日－7月4日 | 星期日 23:30 - 24:00 | BS朝日     | 日本全國   | 衛星電視，「」節目       |
| 2021年4月13日－7月6日 | 星期二 21:30 - 22:00 | AT-X       | 日本全國   | 衛星電視，有重播         |
| 2021年4月14日－7月7日 | 星期三 24:30 - 25:00 | WOWOW      | 日本全國   | 衛星電視，「」節目       |
| 2021年4月15日－7月8日 | 星期四 25:25 - 25:55 | 福島電視台 | 福島縣     |                          |

| 播放日期               | 播放時間（UTC+8）  | 播放電視台    | 播放地區 | 備註         |
| ---------------------- | ------------------ | ------------- | -------- | ------------ |
| 2021年9月26日－10月8日 | 每天 22:30 - 23:00 | Animax Taiwan | 台灣     | 日語原音     |
| 2022年2月6日－2月18日  | 每天 19:30 - 20:00 | Animax Taiwan | 台灣     | 國日雙語播出 |

## 外部連結
- 漫畫連載網站 （页面存档备份，存于）（日語）
- 《影宅 第一期》電視動畫官方網站 （页面存档备份，存于）（日語）
- 《影宅 第二期》電視動畫官方網站 （页面存档备份，存于）（日語）
- 影宅的X（前Twitter）（日語）